# 水中スポーツ
水中スポーツ（underwater sports）は水面もしくは水中で、特にフィンを足に装着して行うスポーツ、レジャーである。
水中スポーツには以下の競技がある。
- フリーダイビング
- フィンスイミング
- 水中ホッケー(アンダーウォーターホッケー)
- 水中ラグビー
- 水中ターゲットシューティング
- 水中オリエンテーリング
- 水中フォトシューティング
- スピアフィッシング

より速く泳ぐことを競うフィンスイミングでは、モノフィンと呼ばれる1枚のフィンに両足を入れるタイプのフィンの使用が主流である。これに対して、水中ホッケーや水中ラグビーなどでは、ビーフィンと呼ばれる2枚のフィンにそれぞれ足を片方ずつ入れるタイプのフィンが用いられる。
水中スポーツの国際競技会は世界水中連盟が主管している。日本国内では日本水中スポーツ連盟が中心となって普及振興活動を行っている。